# سينجيو
سينجيو (لغوريا سينج أو سينجو وباللغة البيدمونتية: سينج) هي كومونا (بلدية) في مقاطعة سافونا في إيطاليا منطقة لغوريا، وتقع على بعد حوالي 60 كيلومتر (37 ميل) غرب مدينة جنوا وحوالي 25 كيلومتر (16 ميل) شمال غرب سافونا. واخر تعداد سكاني تم عملة كان في عام 2004 في شهر ديسمبر يوم 31 , وكان عدد سكانها يبلغ 3744 نسمة، وتبلغ مساحتها 18.8 كيلومتر مربع (7.3 ميل2).
و تقع سينجيو على حدود البلديات التالية: كايرو مونتنوت وكوسيريا ومليسيمو مونتيزيمولو وروكا فينيل وساليسيتو.